# Gibbssches Paradoxon
Das Gibbssche Paradoxon ist ein Begriff aus der statistischen Mechanik, der sich auf die Mischungsentropie bezieht. Das ist der Zuwachs der Entropie, der durch die Vermischung zweier homogener, einphasiger Stoffe entsteht. Die klassische Physik sagt meist eine Zunahme der Entropie voraus, während die Experimente diese Mischungsentropie nur für den Fall bestätigen, dass die beiden Stoffe verschieden sind. Das Mischen zweier gleicher Stoffe (z. B. reiner Sauerstoff aus zwei Gasleitungen) lässt hingegen die Entropie unverändert. Benannt wurde das Paradoxon nach seinem Entdecker Josiah Willard Gibbs, der Ende des 19. Jahrhunderts mit der klassischen statistischen Physik berechnete, um wie viel sich durch die Mischung das erreichbare Phasenraumvolumen vergrößert, woraus er die vermeintlich allgemeingültige Formel für die Mischungsentropie ableitete.
Nach der klassischen Physik ist die Herleitung durch Gibbs absolut korrekt: Jedes Atom (oder Molekül) könnte durch eine Nummer markiert werden, z. B. vor der Vermischung ungerade Nummern für die Teilchen der einen Stoffmenge und gerade für die der anderen. Nach der Vermischung würden Teilchen mit gerader und ungerader Identifikationsnummer sich beliebig verteilen können. Vertauschen zwei ihre Plätze, entsteht ein neuer (Mikro-)Zustand des Gemischs mit äußerlich gleichen Eigenschaften (Makrozustand). So ergibt sich eine erhebliche Vermehrung der möglichen (Mikro-)Zustände zu jedem Makrozustand. Das führt im Rahmen der klassischen Physik zwingend zur Entropiezunahme.
Da man diese Zunahme im Falle der Vermischung gleicher Teilchen nicht beobachtet, muss die Argumentation dahingehend geändert werden, dass beim Abzählen der möglichen Zustände das Vertauschen zweier gleicher Teilchen unzulässig ist. Diese Regel findet in der Quantenmechanik ihre tiefere Begründung: Alle gleichartigen Elementarteilchen und die daraus aufgebauten Atome bzw. Moleküle (sofern sie sich im gleichen Quantenzustand befinden), sind vollkommen identisch und damit ununterscheidbar. Selbst das gedachte Anbringen einer Nummerierung ist ein Widerspruch in sich. Moderne Formulierungen der Vielteilchenphysik kommen dementsprechend ganz ohne die Nummerierung der Teilchen (oder ihrer Koordinaten) aus.
Aus diesem Grund tritt das Paradoxon in der modernen Physik nicht auf.

## Gedankenexperiment
Man betrachtet einen Aufbau, der aus zwei Gefäßen besteht, die nur durch eine Trennwand getrennt sind, die sich öffnen und schließen lässt. Weiterhin sei in beiden Gefäßen derselbe Stoff mit demselben Druck und derselben Temperatur. Nach Öffnen der Trennwand kommt es zu einer Vermischung. Schließt man nun die Trennwand wieder, so ist der Ausgangszustand wiederhergestellt: In beiden Gefäßen befindet sich wieder derselbe Stoff mit demselben Druck und derselben Temperatur.
Nach der klassischen Physik steht man aber vor dem Problem, dass die Entropie durch das Vermischen gestiegen sein muss. Entweder man nimmt an, dass man durch Schließen der Trennwand die Entropie wieder verringert hat, was den zweiten Hauptsatz der Thermodynamik verletzen würde und außerdem nur für gleiche Stoffe, nicht aber für verschiedene Stoffe im Anfangszustand angenommen werden müsste. Diese Lösungsidee ist absolut willkürlich und nicht sinnvoll zu begründen. Nimmt man aber an, dass sich in diesem Zyklus die Entropie tatsächlich vergrößert hat, ließe sich mit diesem reversiblen Prozess die Entropie erhöhen, was den Begriff der Entropie unsinnig machen würde.
Zur Auflösung des Paradoxons muss man einen Korrekturterm einfügen, der die Überzählung des Phasenraumvolumens durch Vertauschung identischer Teilchen kompensiert. Quantenmechanisch ergibt sich ein solcher Korrekturterm auf natürliche Weise, so dass das Paradoxon also von der Quantenmechanik gelöst wird. Dadurch erhöht sich bei der Mischung zweier Volumina des gleichen Stoffs das Phasenraumvolumen nicht und damit bleibt auch die Entropie unverändert. Bei verschiedenen Stoffen sind die Teilchen des einen Stoffs jedoch von denen des anderen Stoffs unterscheidbar, wodurch hier weiterhin das Phasenraumvolumen und mit ihm die Entropie zunimmt. Das stimmt auch mit der Erfahrung überein, dass die Mischung verschiedener Stoffe in der Praxis meist ein irreversibler Prozess ist, sieht man von speziellen Fällen wie der reversiblen Mischung von Gasen ab.
In der Quantenmechanik ist die (mögliche) Entartung von Vielteilchenzuständen durch Permutation der Teilchen als Austauschentartung bekannt. Die Beobachtung zeigt, dass es eine solche Austauschentartung  in der Natur nicht gibt; das ist der Inhalt des Austauschpostulats. Gibbs war mit seinen Überlegungen zur Mischungsentropie also auf ein sehr tiefliegendes Prinzip gestoßen, welches zu den wichtigsten der modernen Physik zählt.

## The Gibbs Paradox – E. T. Jaynes (1996)
J. Willard Gibbs' Statistical Mechanics erschien im Jahr 1902. Der amerikanische Physiker E. T. Jaynes kommt in einer Analyse eines älteren Textes von Gibbs (Heterogenous Equilibrium, 1875–78) zu dem Schluss, dass Gibbs selbst dort bereits zufriedenstellende Antworten gefunden habe und das Paradoxon daher eigentlich keines sei. Er weist insbesondere auf Anwendung und Gültigkeitsbereich des Entropiebegriffes hin:

„Nevertheless, we still see attempts to "explain irreversibility" by searching for some entropy function that is supposed to be a property of microstate, making the second law a theorem of dynamics, a consequence of the equations of motion. Such attempts, dating back to Boltzmann's paper of 1866, have never succeeded and never ceased. But they are quite unnecessary; for the second law that Clausius gave us was not a statement about any property of microstates. The difference in dS on mixing of like and unlike gases can seem paradoxical only to one, who supposes erroneously, that entropy is a property of the microstate.“

## Einzelnachweis
1. ↑  Zitat stammt von Seite 6 des pdfs